# Álvaro Uribe Vélez
Álvaro Uribe Vélez (Medellín, 4 de julio de 1952) es un abogado, empresario y político colombiano. Fue presidente de Colombia entre el 7 de agosto de 2002 y el 7 de agosto de 2010. Es miembro y líder del partido político de derecha Centro Democrático.
Uribe es abogado de la Universidad de Antioquia y cursó estudios en administración, gerencia y negociación de conflictos en la Escuela de Extensión de la Universidad de Harvard; y es miembro sénior asociado del St Antony's College de la Universidad de Oxford.
Desempeñó diferentes cargos en las Empresas Públicas de Medellín, el Ministerio de Trabajo durante el gobierno de Alfonso López Michelsen y la Aeronáutica Civil durante el gobierno de Julio César Turbay. Fue alcalde de Medellín (1982), senador de la República (1986-1994) y gobernador de Antioquia (1995-1997), siendo elegido presidente de la República de Colombia en 2002 y reelegido en 2006.
Fue miembro del Partido Liberal Colombiano, Uribe se presentó a las elecciones presidenciales de 2002, apoyado por el movimiento independiente Primero Colombia, logrando imponerse a sus contendores con el 54 % de los votos a su favor. Su mandato se caracterizó por la lucha contra el terrorismo y el narcotráfico bajo la política de seguridad democrática, un programa del gobierno para el conflicto armado interno que fue financiado en parte por el Plan Colombia y que recibió críticas por sectores de la oposición, disidentes y defensores de derechos humanos. Promovió su reelección y fue reelecto en 2006 tras haber logrado la aprobación de la reforma constitucional de 2005, la cual dio vía libre a la reelección.
En el 2018 Uribe seguía siendo el político más popular e influyente del país. Es considerado por la prensa internacional y local como el político colombiano más influyente de lo corrido del siglo XXI en Colombia.
El 28 de julio de 2025, en un proceso judicial que duró más de 10 años conocido como Caso Uribe, el expresidente Uribe fue hallado culpable de los delitos de fraude procesal, y soborno a testigos en actuación penal, convirtiéndose en el primer expresidente colombiano en ser declarado culpable de cometer delitos. El 1 de agosto de 2025 fue condenado a 12 años de prisión. Uribe manifestó que apelará la sentencia.

## Biografía
Álvaro Uribe Vélez nació en Medellín, el 4 de julio de 1952, en el seno de una familia de ganaderos y empresarios de clase media alta de la región.
Su infancia transcurrió entre la ciudad y las fincas de su familia, situadas en el Suroeste antioqueño. Fue testigo de la participación de su madre en el plebiscito de 1957 por los derechos políticos de la mujer en Colombia, hecho que terminó con la elección de ella como concejala.
Uribe se graduó del Colegio Jorge Robledo Ortiz como el mejor bachiller de su clase. Tras su graduación fue aceptado en la Universidad de Antioquia, donde se graduó en Derecho en 1977, pasando a ejercer como abogado. Durante su estancia en esa universidad conoció al profesor Carlos Gaviria Díaz, figura importante para él en los años posteriores.
En 1993, obtuvo un certificado de administración y finanzas de la Escuela de Extensión de la Universidad de Harvard en Estados Unidos, recibiendo también algo después un certificado de “Negociación de Conflictos”. Entre 1998 y 1999 Uribe estudió en el St Antony's College (Oxford) en Inglaterra, gracias a la beca Simón Bolívar del Consejo Británico y donde participó como Senior Associate Member (SAM).

### Trayectoria política

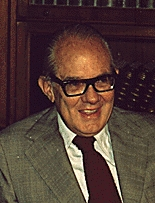
El presidente López Michelsen en 1977.

Uribe empezó su vida pública en el Partido Liberal Colombiano junto con Hernando Agudelo y Diego Calle. Sus aliados políticos inicialmente trabajaron con el directorio liberal de Antioquia, que era presidido por Bernardo Guerra y del que Uribe hizo parte, siendo electo concejal de Salgar, entre 1974 y 1976. Tiempo después salió del directorio y se volvió disidente.
En 1976, Uribe fue ascendido a jefe de Bienes de las Empresas Públicas de Medellín, para luego ejercer como secretario general del Ministerio del Trabajo entre 1977 y 1978, en el último año del gobierno de Alfonso López Michelsen y nombrado por el entonces ministro de trabajo de su país, Óscar Montoya Montoya, de quien años después se hicieron públicos sus vínculos con el narcotráfico.

#### Director de la Aeronáutica Civil (1980-1982)
Durante el gobierno de Julio César Turbay, a sus 28 años de edad, fue nombrado director de la Aeronáutica Civil tras el asesinato del anterior director Fernando Uribe Senior. En este cargo se desempeñó entre marzo de 1980 y el 7 de agosto de 1982, al finalizar el gobierno Turbay, ya que el presidente Betancur no lo ratificó en el cargo.

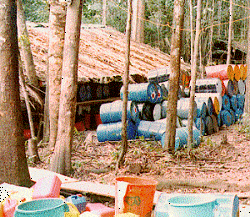
Tranquilandia en 1984, fotografía de la DEA.

Su función como director consistió en otorgar licencias para la construcción de aeropuertos en los municipios de Frontino, Amalfi, Urrao, y Caucasia. Durante su estadía como director de la Aeronáutica Civil se finalizó el edificio del Aeropuerto Internacional Ernesto Cortissoz de Barranquilla, se dio inicio a la operación nocturna del Palonegro (acción ocurrida en Bucaramanga), se creó el Aeropuerto Internacional Camilo Daza de Cúcuta y se construyó el Puente Aéreo de Bogotá en el Aeropuerto Internacional El Dorado.
Durante este tiempo fue acusado de hacer uso de un helicóptero que supuestamente habría sido propiedad de Pablo Escobar. Esto ha sido desmentido por la Aeronáutica Civil. Con posterioridad el ministro de justicia del gobierno de Belisario Betancur, Rodrigo Lara Bonilla, cuestionó las licencias otorgada durante la gestión de Uribe que habrían podido facilitar rutas del narcotráfico de Escobar, Carlos Lehder y el clan Ochoa.

#### Alcalde de Medellín (1982)
El 26 de agosto de 1982, Uribe fue nombrado alcalde de Medellín por el gobernador de Antioquia, Álvaro Villegas, aunque solo ocupó el cargo durante cinco meses ya que renunció el 15 de diciembre de 1982 por razones que aún suscitan controversia, siendo el primer mandatario de la ciudad que renunciaba a su cargo. Según Villegas, el entonces presidente Belisario Betancur presionó al gobernador para que le pidiera su renuncia, porque Fabio Echeverri afirmaba que Uribe tenía nexos con el Cartel de Medellín. Uribe por su parte ha defendido que su renuncia se dio por conflictos de interés con la empresa EMP y el gobierno nacional.

#### Concejal de Medellín (1984-1986)
En 1984, fue elegido concejal de Medellín, siendo ponente desde ese cargo del acuerdo de exención tributaria a las cooperativas y ponente del proyecto que creó a Metrosalud. Terminó su período como concejal de Medellín en 1986.Hacia 1985 fundó en Antioquia el movimiento regional conocido como Sector Democrático junto a su primo Mario Uribe Escobar, movimiento que después se transformó en el Partido Colombia Democrática.

#### Senador de la República (1986-1994)
Uribe fue elegido en el senado de Colombia por el liberalismo el 20 de julio de 1986, y reelegido para un segundo período el 20 de julio de 1990. Sin embargo, con la derogatoria del Congreso por la sanción de la constitución de 1991, Uribe terminó prematuramente su período, siendo reelegido para un tercer mandato en 1991. En 1992 fue promotor de proyectos de ley de reindulto a los exguerrilleros del Movimiento 19 de abril (M-19) por la Toma del Palacio de Justicia. También impulsó la creación de mecanismos de amnistía política para los guerrilleros de esa agrupación.
Durante sus dos mandatos senatoriales fue presidente de la Comisión Séptima y sacó adelante las siguientes Leyes:
- Ley 11 de 1988 que autorizó el ingreso subsidiado del servicio doméstico al Instituto de Seguros Sociales (ISS).
- Ley 71 de 1988 Reforma Pensional.
- Ley 79 de 1988 Actualización Cooperativa o Banca Cooperativa.
- Ley 16 de 1990 Financiación democrática de los clubes de fútbol.
- Ley 40 de 1990 Protección y desarrollo de la producción de panela.
- Ley 91 de 1990 Que creó el Fondo Prestacional del Magisterio.
- Ley 50 de 1990 Reforma Laboral.
- Ley 27 de 1992 Carrera Administrativa.
- Ley 82 de 1993 Protección mujer cabeza de familia.
- Ley 100 de 1993 Sistema de Seguridad Social, también llamada "ley de seguridad social e integral" que sigue vigente y regula la salud en Colombia. El sistema organizado por esta ley comprende la oferta de servicios de salud y manejo de pensiones por entes privados cuyos servicios son pagados en parte por los aportes de los trabajadores y otra parte por el Estado.[45]

#### Gobernador de Antioquia (1995-1997)

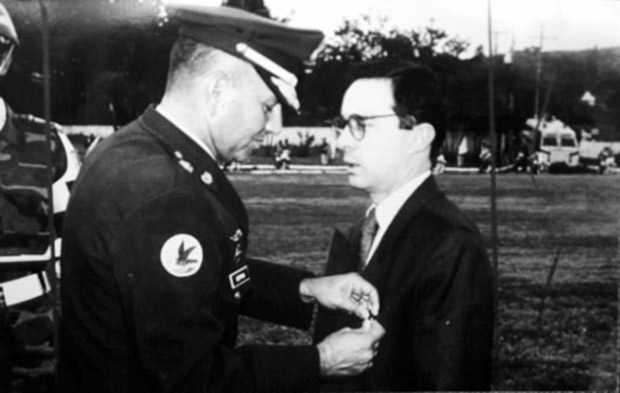
Uribe recibe condecoración como gobernador de Antioquia por parte de las Fuerzas Militares.

Uribe fue elegido gobernador de Antioquia para el período 1995-1997, derrotando por solo 418 votos al candidato conservador Alfonso Núñez Lapeira. Tras posesionarse del cargo el 1 de enero de 1995, Uribe impulsó reuniones de gobierno en diferentes municipios y veredas, invitando a líderes locales y a la población en lo que el denominó "consejos comunitarios".
 

Durante su mandato amplió en 102.000 cupos la cobertura de educación, multiplicó por tres los kilómetros de carreteras pavimentadas y logró que un millón de personas accedieron a un servicio de salud pública subsidiado.

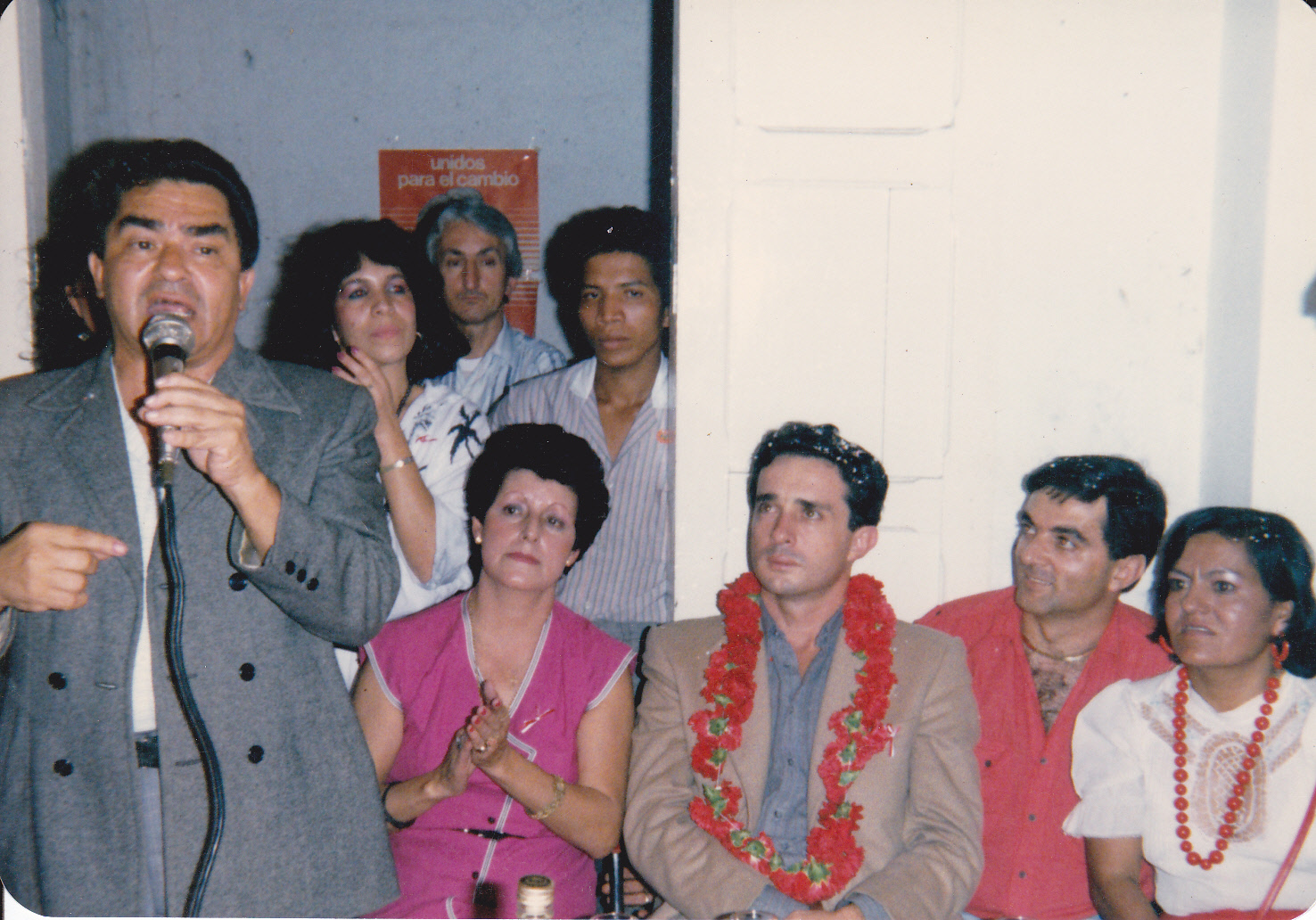
Virgilio Vargas Pino, haciendo un homenaje a Uribe, cuando era miembro del liberalismo, años 90.

En 1996 Uribe ordenó la detención del agente alemán Werner Mauss tras su participación en el pago de un rescate a cambio de la liberación de un ejecutivo de una empresa germana secuestrado por la guerrilla del Ejército de Liberación Nacional (ELN).

##### Cooperativas de Vigilancia Convivir
En septiembre de 1994 con base en el artículo 42 del Decreto ley 356 de 1994, el gobierno de Ernesto Samper ejecutó la creación de las Asociaciones Comunitarias de Vigilancia Rural (Convivir), promovidas por el gobierno de César Gaviria con la finalidad de crear un nuevo instrumento de participación comunitaria enfocado hacia el logro de la paz y la seguridad en el campo. Ante esto Uribe fue uno de los mayores defensores de esta figura jurídica argumentando que las Convivir trabajaban fundamentalmente en inteligencia, dejando la parte operativa a la fuerza pública asegurando que los miembros no tenían armas de largo alcance.
Durante este tiempo las Convivir actuaron como grupos paramilitares, por lo cual son asociadas con varias atrocidades. En 2007 el senador Gustavo Petro denunció en un debate parlamentario que, entre 1995 y 1997, Salvatore Mancuso y un hijo de Enilce López, entre otros, participaron en las Convivir de Antioquia. Ante eso Uribe ha sostenido que fue la Corte Constitucional quien las declaró exequibles y en Antioquia se les canceló la licencia a dos que fallaron; La gobernación de Antioquia era quien daba la personería jurídica pero la licencia la otorgaba la Superintendencia de Vigilancia, órgano adscrito al Gobierno Nacional.

### Candidatura presidencial (2000-2002)

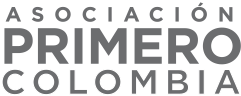
Logo de su movimiento independiente, Primero Colombia, que lanzó su candidatura en 2002.

Álvaro Uribe, quien venía ganando notoriedad nacional y se perfilaba como presidencial, se presentó a las elecciones presidenciales de 2002, inicialmente como precandidato del liberalismo oficialista. Sin embargo, el candidato alegó falta de garantías para competir contra el exministro y excandidato presidencial Horacio Serpa, por lo cual decidió presentarse como candidato independiente, a través del movimiento Primero Colombia, asociándose con el periodista Francisco Santos y el periódico El Tiempo (propiedad de la familia Santos).
Sus principales contendores fueron Serpa, en representación del Partido Liberal; el exdirigente sindical Luis Eduardo Garzón por el Polo Democrático Independiente, la exministra Noemí Sanín por el movimiento Sí, Colombia y la senadora Íngrid Betancourt por el Partido Verde Oxígeno. Varios dirigentes liberales y el Partido Conservador (que en esas elecciones desistió de la candidatura del exministro Juan Camilo Restrepo) dieron su apoyo a Uribe. Las elecciones se llevaron a cabo en medio de un fuerte dispositivo de seguridad, tras la ruptura de los diálogos de paz entre el presidente Andrés Pastrana y la guerrilla, y ante las amenazas de las FARC-EP ya que advirtió a la población que no se acercara a votar en dicha elección.
Uribe fue elegido presidente de Colombia para el período 2002-2006 con el 53% del total de votos (5 862 655 votos), derrotando a su principal contendor, Serpa que obtuvo el 31,8% de los votos (3 514 779 votos); convirtiéndose en el primer presidente en ganar las elecciones en primera vuelta desde que se instauró la medida en la Constitución de 1991. Según la Registraduría Nacional del Estado Civil, la participación en las elecciones fue del 46.471% (11 249 734 personas) del censo electoral.
Después se supo que la campaña de Uribe recibió 100 millones de pesos de parte de la empresa Uniapuestas, en la cual Enilce López (alias "La Gata") era la accionista mayoritaria. Posteriormente, López fue capturada y sindicada de varios cargos criminales por lavado de activos y desviación de fondos, relacionados con otros procesos judiciales, a pesar de esto López ha negado saber del cheque para la campaña de Uribe. Sin embargo, Uribe manifestó que no se incurrió en ninguna conducta ilegal ya que en el 2002 las empresas de Enilce López estaban legalmente constituidas.

### Presidencia de Colombia (2002-2010)

#### Primera presidencia (2002-2006)
El 7 de agosto de 2002 se llevó a cabo la toma de posesión de Uribe como presidente en el Palacio de Nariño, las FARC-EP realizaron el atentando al Palacio de Nariño, dejando un saldo de 17 personas muertas y otras 20 heridas por la explosión de un cilindro-bomba; cuatro morteros hechizos, dos de ellos impactaron en el batallón Guardia Presidencial dejando un policía y un soldado heridos, otro en el Palacio de Nariño, y el otro en el sector de El Cartucho a cuatro cuadras del palacio presidencial.

##### Política de seguridad democrática y Plan Patriota

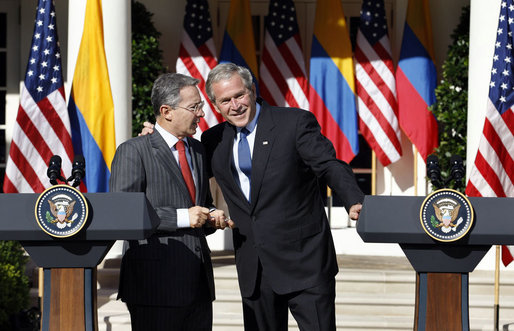
Uribe junto a George W. Bush, en 2008.

Como presidente, Uribe impulsó su política de seguridad democrática (PSD) centrada en dos ejes. Por un lado, en recuperar el control del territorio por parte del Estado con la creación de los batallones de alta montaña, de pelotones de soldados campesinos, que acompañaron a la Policía Nacional en varios municipios, de redes de cooperantes y el ofrecimiento de recompensas a informantes. Por otro, en atacar las retaguardias de las guerrillas.

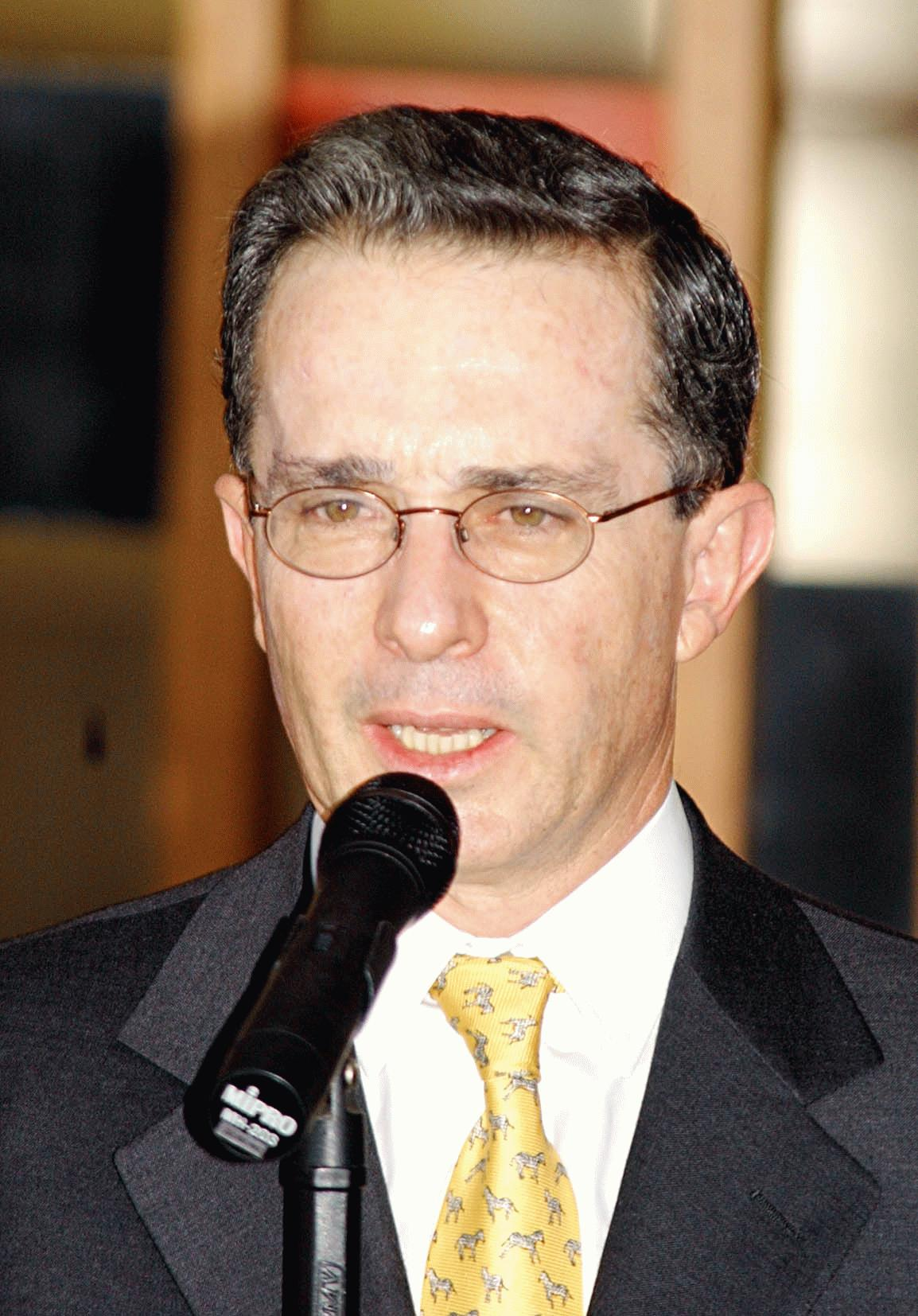
Uribe en Brasilia, 2003.

La PSD incluyó el aumento del presupuesto asignado a la defensa nacional; el aumento del pie de fuerza, la creación y dotación de nuevas unidades operativas, la compra de aviones y helicópteros, y la llegada a los cascos urbanos con estaciones de Policía Nacional; la profesionalización y fortalecimiento de la fuerza pública, la creación de los comandos conjuntos, la Jefatura de operaciones especiales conjuntas y de grupos élites de policía y ejército; el incremento y fortalecimiento de la inteligencia entre otros. Además, Uribe consolidó una alianza con Estados Unidos para que el conflicto colombiano fuese incluido en la guerra contra el terrorismo, liderada por el presidente estadounidense George W. Bush. Así mismo, en octubre de 2002, Uribe sugirió crear un contingente de cascos azules colombianos para darles seguridad a las personas desplazadas en Colombia y ayudarles a retornar a sus hogares originales.
Sin embargo, en 2003 el gobierno Uribe fue criticado por el frustrado intento de rescate de un grupo de secuestrados en manos de las Fuerzas Armadas Revolucionarias de Colombia - Ejército del Pueblo (FARC-EP), quienes al percatarse de la operación ejecutaron a los secuestrados; al gobernador de Antioquia, Guillermo Gaviria; del exministro de Defensa, Gilberto Echeverri y de ocho militares. También fueron criticadas las operaciones militares en centros urbanos, como la Operación Orión de 2002 en la Comuna 13 de Medellín la cual dejó varios desaparecidos.
Continuando con la PSD, a mediados de 2003, Uribe se desplazó al departamento de Arauca, después de que se presentaran problemas de orden público graves debido a la violencia y pobreza que había en el área. La región fronteriza con Venezuela estaba afectada por las FARC-EP y los paramilitares de las Autodefensas Unidas de Colombia (AUC). Uribe gobernó como presidente junto a sus ministros desde la ciudad de Arauca. El 1 de septiembre del mismo año Uribe tuvo que también desplazarse a Cúcuta por motivos de orden público. Además de las FARC-EP y las AUC, el ELN también hacía presencia en la zona fronteriza con Venezuela. En marzo de 2003 un vehículo cargado con explosivos había estallado en Cúcuta dejando 13 muertos y más de 60 heridos.

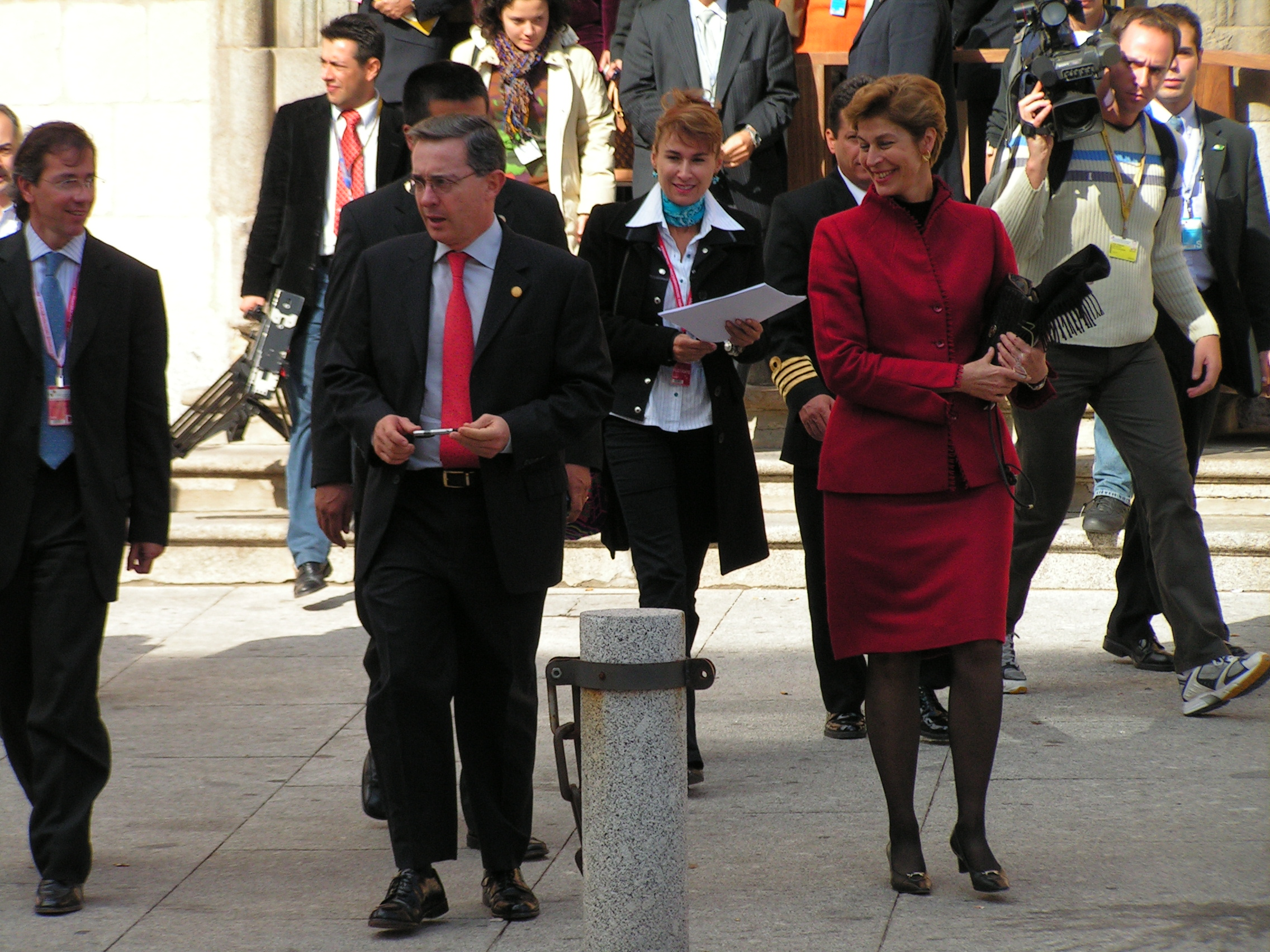
Uribe, su canciller Carolina Barco y Alicia Arango, en 2005.

Un balance sobre el primer año de Uribe como presidente presentado por las Fuerzas Militares de Colombia, la lucha contra las guerrillas demostró resultados positivos con 1943 muertos y 8109 detenidos, todo esto en 1630 combates librados con el Ejército Nacional desde agosto de 2002. Sin embargo, varias organizaciones lanzaron un libro llamado "El embrujo autoritario". El informe reclamaba que Uribe había incumplido sus promesas hechas en la campaña presidencial y sus políticas estaban violando el Derecho Internacional Humanitario (DIH).
Uribe respondió a sus detractores clasificándolos en tres tipos «... unos críticos teóricos que respetamos pero no compartimos su tesis de la debilidad. Unas organizaciones serias de derechos humanos, que respetamos y acogemos, con las cuales mantendremos permanente diálogo para mejorar lo que hay que mejorar... unos traficantes de derechos humanos que se deberían quitar de una vez por todas su careta, aparecer con sus ideas políticas y dejar esa cobardía de esconder sus ideas políticas detrás de los derechos humanos». A estos últimos Uribe los calificó de colaboradores de la terroristas que utilizaban los derechos humanos para sus cometidos.
En este contexto se presentaron varios atentados contra Uribe. El primero de ellos, atribuido a las FARC-EP, ocurrió en febrero de 2003 cuando una carga de dinamita explotó en Neiva en el momento en que agentes de la Policía Nacional y la Fiscalía realizaban una operación de seguridad previa a la llegada de Uribe a esa ciudad, dejando 18 muertos y 45 heridos. Durante su primer gobierno el secuestro bajó de 2.986 a 800 secuestros por año; los homicidios bajaron en un 40.6 por ciento y los atentados terroristas, un 62.5 por ciento; los asaltos a poblaciones pasaron de 32 en 2002 a 5 en 2005.

###### Parapolítica y desmovilización de las AUC
Como parte de la seguridad democrática, durante el mandato de Uribe se buscó negociar con grupos ilegales como las FARC-EP, el ELN y las AUC. Los diálogos con el ELN no tuvieron mayor consecuencia en el campo político pero se vio un incremento en la deserción de aquellos grupos al margen de la ley en parte debido a la política de desmovilización. Con las AUC se desarrolló una negociación con los cabecillas de dichas organizaciones lo que conllevó al proceso de desmovilización de paramilitares en Colombia que fue cuestionado por varios críticos que temían que las condiciones no fueran las suficientes para impedir que existiera un grado de impunidad en torno a materias como los crímenes de lesa humanidad o el narcotráfico, así como la reparación a las víctimas.
En junio de 2005, Clara López, dirigente del Polo Democrático Alternativo (PDA) denunció la presunta vinculación de congresistas con las Autodefensas Unidas de Colombia (AUC), tras la afirmación de Salvatore Mancuso en la que afirmó que un 35 por ciento del Congreso de la República de Colombia eran amigos de su organización. A partir de ese momento se desató en Colombia una serie de investigaciones que comprometían a varios aliados políticos y a algunos funcionarios del gobierno Uribe con grupos paramilitares ilegales colombianos en lo que se denominó la "Parapolítica". Según las investigaciones varios dirigentes políticos se habrían beneficiado de estas alianzas por medio de la intimidación y la acción armada de los grupos paramilitares contra la población civil, algunos habrían presuntamente alcanzado cargos en alcaldías, consejos, asambleas municipales y gobernaciones así como en el Congreso de la República y otros órganos estatales superiores. A su vez algunos de los políticos y funcionarios desde sus cargos habrían desviado dineros para la financiación y conformación de grupos armados ilegales y habrían filtrado información para facilitar y beneficiar las acciones de estos grupos dentro de las que se incluyen masacres, asesinatos selectivos, desplazamientos forzados y otras acciones criminales.
Al mismo tiempo, durante el mandato de Uribe hubo notables hechos de masacres y desaparecimiento forzado por parte de grupos Paramilitares, por lo cual su gobierno fue varias veces acusado de haber sido "blando" con los paramilitares pues esto favorecía la lucha contra los grupos guerrilleros.  Uribe consideró por su parte que la desmovilización de las AUC llevó a la totalidad de la cúpula de dicho organización a la cárcel.
Según investigadores de la Pontificia Universidad Javeriana, analizando el derecho al cumplimiento de la verdad judicial consignados en los Acuerdo de Santa Fe de Ralito, encontraron que la calidad de este factor era bajo en 44%, media en un 55% y alta en un 1% siendo hasta el momento un instrumento de pocas garantías de verdad, justicia, reparación y no repetición por parte de las AUC.

##### Economía
Según cifras suministradas por el gobierno de Uribe, y consignadas en el balance 2005 del Plan Nacional de Desarrollo, el Producto interno bruto (PIB) creció el 5.75 por ciento y la tasa de desempleo pasó de 15.7 a 11.8
En agosto de 2002 el gobierno de Uribe impuso como medida para financiar el conflicto armado en Colombia el impuesto al patrimonio para "atender los gastos necesarios para atender la seguridad democrática", determinando que los sujetos pasivos del gravamen serían todos los declarantes de renta con patrimonio líquido superior a los 169,5 millones de pesos colombianos de la época. La tarifa de dicho gravamen fue del 1,2%, siendo cobrado en una sola ocasión (en cuatro cuotas). El recaudo llegó a los 2,52 billones de pesos, incluyendo aportes voluntarios, totalizando 315.338 personas, entre empresas y personas naturales.
Por otra parte, para promover la industria del turismo, el gobierno de Uribe organizó rutas turísticas protegidas por la Fuerza Pública. La iniciativa fue liderada por el Ministerio de Comercio, Industria y Turismo en alianza con el Ejército Nacional, la Policía Nacional y el Ministerio de Transporte. Estas rutas se denominaron "Las Caravanas Vive Colombia" como parte del programa de seguridad democrática.
A finales de 2002, el gobierno de Uribe hizo una reforma laboral que redujo sustancialmente los pagos de las empresas en materia de horas extras, nocturnas, recargos nocturnos y días festivos. Colombia es uno de los países con mayor flexibilidad laboral en materia de contratación y jornadas de trabajo.
La reforma laboral de Uribe contribuyó a la ya creciente economía informal al aumentar el número de trabajadores contratados mediante contratos precarios de corto plazo, llamados contratos de prestación de servicios.

##### Relaciones exteriores
En enero de 2003 Uribe dio declaraciones a Caracol Radio donde pidió a los Estados Unidos hacer un despliegue militar en Colombia, “equivalente al que se prepara en el golfo Pérsico” mencionó en relación con la Guerra de Irak. En marzo, Uribe decidió apoyar como representante de Colombia la invasión de Irak.En cuanto a la Organización de las Naciones Unidas (ONU), en diciembre de 2002 Colombia fue seleccionada para presidir el Consejo de Seguridad.

##### Reforma institucional
En 2003 Uribe introdujo un referéndum mediante el cual buscó realizar una serie de reformas estructurales. El referéndum no alcanzó el mínimo de votos para que fueran aprobados sus puntos, aunque varias de las preguntas del documento contaron con la mayoría de votos positivos, no cumplieron con el número de votantes requerido.
Por otra parte, Uribe con la aprobación de la Ley 790 de 2002 fusionó las carteras de Justicia y Gobierno en el Ministerio del Interior, las de Salud y Trabajo, en el Ministerio de la Protección Social y llevó a cabo una división de las funciones del Ministerio de Desarrollo entre las oficinas de Comercio y Medio Ambiente.

### Campaña de reelección (2005-2006)
Para la reelección, Uribe alcanzó el 62,35 % total de la votación (7 397 835 votos). La votación, claramente a su favor, superó el número de votos alcanzados en el primer periodo, convirtiéndose el mandatario con mayor número de votos obtenidos en la historia electoral del país. En dicha elección participó el 45,05 % (12 041 737 personas) del censo electoral.
Uribe cuestionó las relaciones matrimoniales de homosexuales, aunque como parte de su campaña de reelección aceptó el reconocimiento de los derechos patrimoniales y socioeconómicos de las uniones homosexuales, posición que no había aceptado hasta entonces. De todos modos, también en esa campaña volvió a rechazar el derecho al matrimonio y a la adopción de menores por parte de los homosexuales. Dicha decisión del presidente dividió a los congresistas y a los partidos de su coalición.

### Segundo período presidencial (2006-2010)

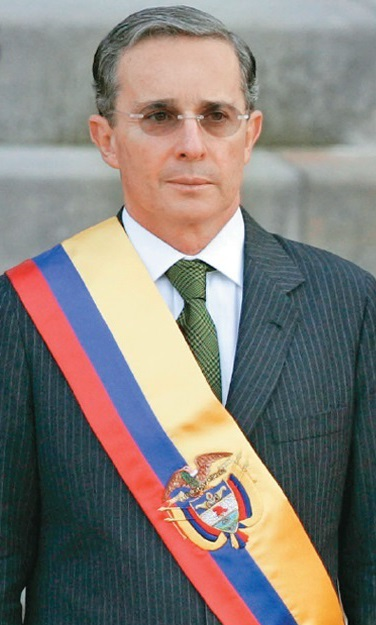
Álvaro Uribe el 7 de agosto de 2006 en su segunda posesión presidencial.

Uribe fue reelegido para el período 2006-2010 después de impulsar una reforma a la constitución que permitía la reelección inmediata, esta fue aprobada en diciembre de 2004 por el Congreso y declarada constitucional el 19 de octubre del 2005 por la Corte Constitucional de Colombia por medio de la Sentencia C-1040/05.
Por otro lado en su gobierno se expide el decreto 4444 de 2006, que reglamenta el aborto y la práctica de este en el país, en los tres casos despenalizados por la Corte Constitucional (violación, grave mal formación del feto y peligro para la madre).

##### Política de seguridad democrática
El 31 de diciembre de 2006, tropas de la Infantería de Marina desarrollaron operativos en los Montes de María, entre los departamentos de Bolívar y Sucre para rescatar al exministro Fernando Araújo Perdomo secuestrado durante seis años por las FARC-EP. Tras el inicio del operativo militar, Araújo tomó la decisión de escaparse buscando proteger su vida, permaneciendo cinco días escondido en la selva buscando liberarse y evitar ser recapturado por sus secuestradores. Finalmente llegó a un caserío donde se encontró con integrantes de la Fuerza Pública, los militares lo llevaron a una base naval en Cartagena el 5 de enero de 2007.
Sin embargo, fue en julio de 2008 cuando el gobierno de Uribe ordenó la Operación Jaque, en la que el Ejército Nacional rescató 15 secuestrados entre los que se encontraban la excandidata Íngrid Betancourt, 3 ciudadanos estadounidenses y 11 militares colombianos. Los militares se hicieron pasar por miembros de la Cruz Roja y de TeleSur convenciendo a los guerrilleros que subieron los secuestrados al helicóptero. Una vez en el aire los militares redujeron a los dos guerrilleros que los acompañaban. Por su parte, Uribe estuvo al tanto de la operación y ordenó el proceder de esta.
Otro operativo mediatizado fue la Operación Fénix, que se efectuó en febrero de 2008 cuando Uribe ordenó y autorizó la operación militar contra un campamento guerrillero ubicado en territorio ecuatoriano, dándole muerte a 17 guerrilleros entre ellos Raúl Reyes comandante de las FARC-EP. Posteriormente dos helicópteros del Ejército Nacional invadieron suelo ecuatoriano para recoger evidencia y remover los cuerpos de guerrilleros muertos. Sin embargo, a raíz del operativo se dio una crisis diplomática entre Bogotá y Quito.
Sin embargo, esta política pareció agotarse a partir de 2008, cuando los ataques rebeldes se hicieron más frecuentes. En 2010, las bajas del ejército (más de 2.500 muertos o heridos) fueron superiores a las de 2002, cuando Álvaro Uribe llegó al poder.
Durante su presidencia, centenares de líderes sociales indígenas fueron asesinados, 32 pueblos de menos de 500 personas fueron casi exterminados y unos 74 000 indígenas desplazados.
En 2009, la Inversión Extranjera Directa (IED) en Colombia sobrepasó los 8 550 millones de dólares a pesar de la Gran Recesión gracias en gran parte a la seguridad democrática que permitió la concesión de grandes proyectos de minería muchas veces con la ayuda de grupos paramilitares que desplazaban comunidades campesinas y asesinaban líderes sindicales que podían afectar inversiones extranjeras en sectores mineros o agropecuarios, como el de la palma, según sus críticos.
Según las cifras proporcionadas por el gobierno de Uribe, el secuestro se redujo de 2282 a 213 casos por año y los homicidios disminuyeron de 29 000 a 16 000. 
Al mismo tiempo, el gobierno de Uribe adelantó acercamientos de paz con distintas facciones del conflicto armado en Colombia como el ELN, las FARC-EP y las AUC, tras los procesos anteriores a su gobierno por parte de la Iglesia católica y otros sectores de la Sociedad. De estos acercamientos se generó la desmovilización de grupos paramilitares que incluyó la Ley de Justicia y Paz. Entre 2002 y 2010 se desmovilizaron cerca de 53 810 miembros de grupos guerrilleros y paramilitares de manera colectiva o individual.
Sin embargo, su gobierno ha sido criticado por diversas organizaciones debido a presuntas violaciones a los derechos humanos. Tanto así que la ONG Human Rights Watch ha conminado al gobierno de Estados Unidos a expresar su preocupación por ese mismo tema. Además, varias personas cercanas a Uribe han sido encarceladas y otras tienen procesos judiciales, por casos como la Yidispolitica, donde se compraron votos en el congreso para aprobar la reelección, Agro Ingreso Seguro, donde propietarios de tierras fraccionaron sus predios para acceder a múltiples subsidios, y el de las "chuzadas" del DAS, en donde se  interceptaron comunicaciones telefónicas y se realizaron seguimientos a opositores.
También se criticó que las redes de informantes ponían en riesgo y convertían a la población en actores del conflicto; y en 2018, el Tribunal Superior de Antioquia pidió iniciar una investigación contra Álvaro Uribe por su posible relación con las masacres paramilitares y sus posibles nexos con el paramilitarismo y se dio a conocer a la opinión pública que hay más de 28 procesos judiciales en su contra en la Corte Suprema de Justicia que no avanzan y que han generado varias críticas a nivel nacional en torno a la Crisis judicial de Colombia. Actualmente se encuentra en juicio por fraude procesal y soborno.

##### Gestion económica
Según datos suministrados por el gobierno de Uribe, la inflación era de 7 % en 2002, pasando a 2 % al final de su mandato. La tasa de desempleo pasó de casi 16 % a 11 % y la inversión extranjera pasó de US$2 mil millones anuales a US$7 mil millones en el mismo periodo. El Producto interno bruto creció un promedio de 4.47 % al año y Colombia fue uno de solo 3 países que tuvieron crecimiento económico  positivo durante la crisis mundial de 2008.

##### Proceso judicial de la Parapolítica
Entre los funcionarios condenados se encuentran Jorge Noguera Cotes exdirector del Departamento Administrativo de Seguridad (DAS), quien fue hallado culpable de los delitos de homicidio y concierto para delinquir por lo cual fue condenado a 25 años de prisión. Mauricio Santoyo, General ascendido por Uribe y anteriormente el jefe de su esquema de seguridad fue condenado por una corte estadounidense por narcotráfico y paramilitarismo por lo cual fue extraditado.
De su partido político fueron condenados los senadores Mauricio Pimiento Barrero y Fuad Emilio Rapag. El congresista Mario Uribe Escobar, primo del presidente y uno de sus principales aliados políticos, también fue condenado por el delito de organizar grupos paramilitares.

##### Investigación por dádivas por votación al referendo
La Representante a la Cámara Yidis Medina confesó en 2008 haber recibido ofrecimientos de dádivas por parte de funcionarios del Gobierno a cambio de su voto favorable al proyecto de reforma constitucional que permitió que Uribe aspirara a un segundo mandato presidencial. Uribe en ese entonces pidió repetir las elecciones del 2006.

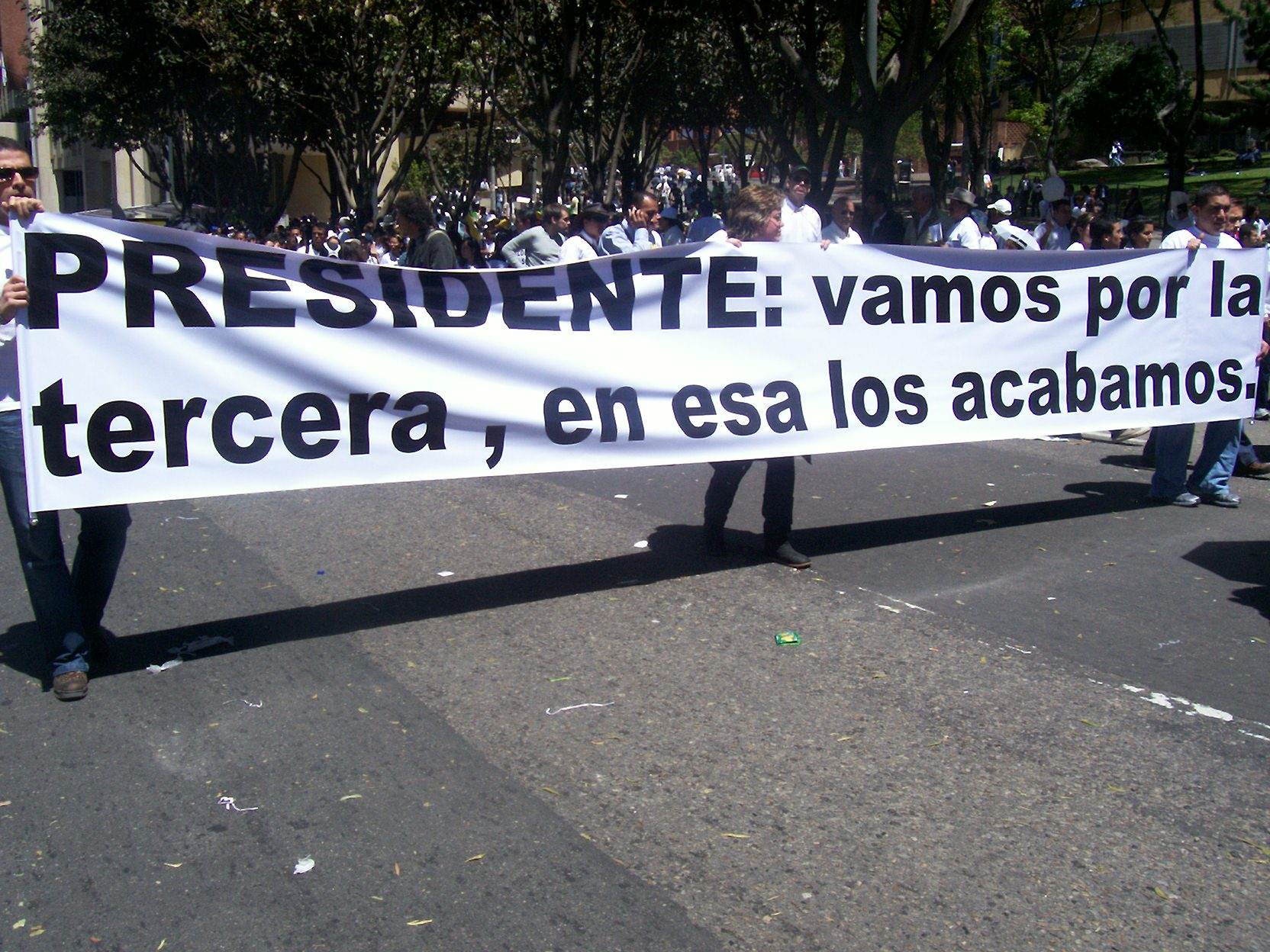
Marchas en favor a su tercera candidatura presidencial, 2009.

Los funcionarios involucrados en la controversia fueron los ministros Diego Palacio Betancourt, Sabas Pretelt de la Vega y Alberto Velásquez, secretario de la presidencia. Aunque los primeros dos fueron absueltos disciplinariamente por la Procuraduría General de la Nación, los tres fueron condenados por la justicia penal por delitos de corrupción y enriquecimiento ilícito. Sabas Pretelt fue condenado a seis años de prisión. Diego Palacio fue condenado por la Corte Suprema Colombiana el 18 de diciembre de 2015 a ocho años de prisión. Por último Alberto Velásquez fue condenado a 60 meses de prisión.
Teodolindo Avendaño quien también había sido acusado por haber recibido dádivas para que votar favorablemente la reforma constitucional que permitiese la reelección, fue encontrado culpable por la Sala Penal de la Corte Suprema de Colombia de haber cometido los delitos de cohecho y enriquecimiento ilícito por lo cual fue condenado a ocho años de prisión.
En cuanto a Uribe, en junio de 2016 la Corte Suprema de Justicia falló a su favor en el proceso que se le abrió luego de una denuncia de Medina. La sala de casación del tribunal no encontró evidencia que relacionaran al exmandatario con supuestas amenazas al fiscal y magistrados del proceso contra María del Pilar Hurtado, exdirectora del DAS, y Bernardo Moreno, exsecretario general de la Presidencia de la República.

##### Agro Ingreso Seguro

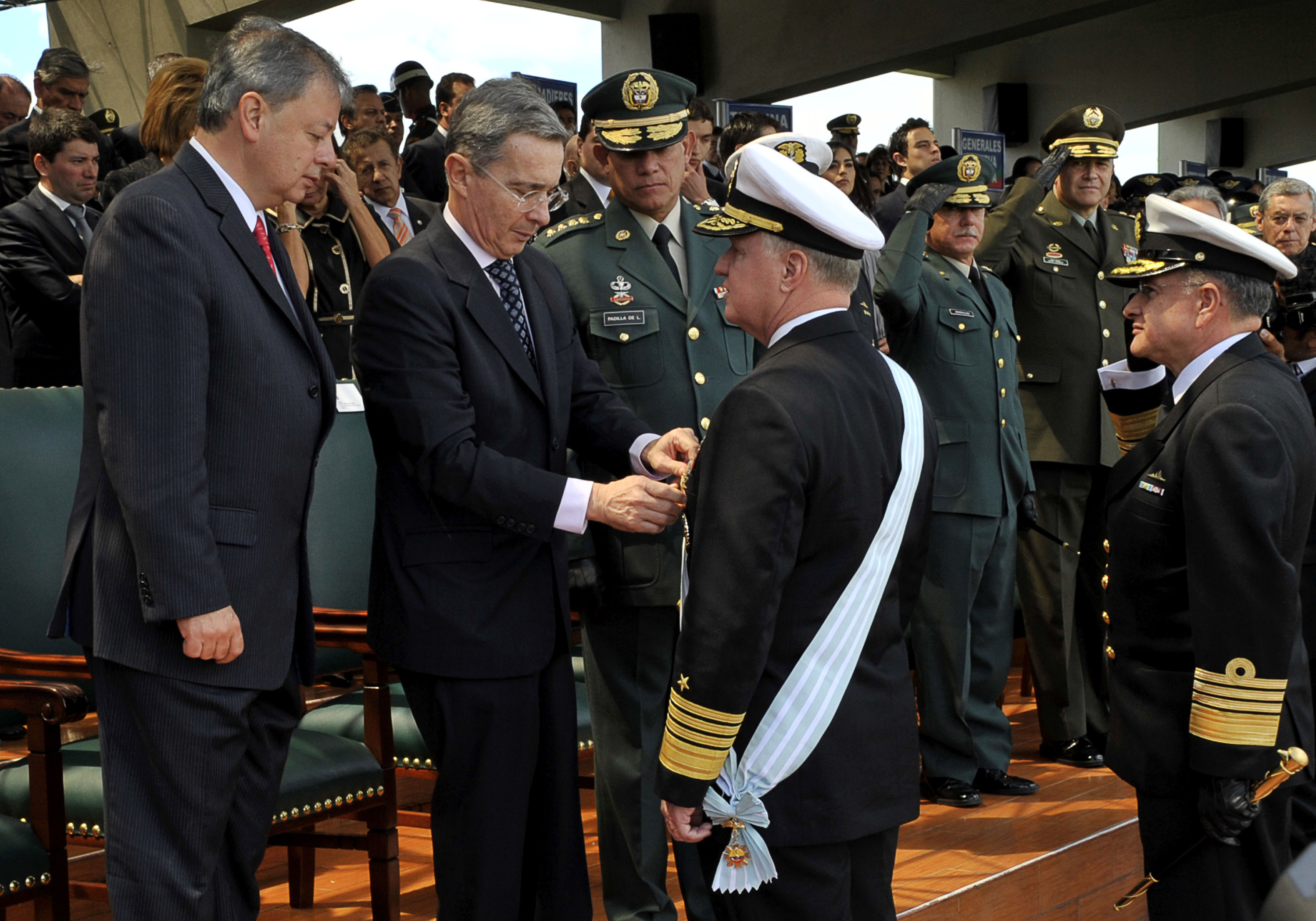
Uribe condecorando a altos mandos militares.

Durante el segundo mandato de Uribe, más 316.000 familias campesinas productoras resultaron beneficiarias del programa Agro Ingreso Seguro (AIS). Sin embargo en octubre de 2008 estalló un escándalo cuando la revista Cambio denunció que el AIS había entregado subsidios a personas prestantes, entre ellas Mario Uribe, primo del presidente. Otros beneficiarios dieron dinero a iniciativas uribistas; 45 aportantes a la campaña presidencial del 2002 y de 10 a la campaña del fallido referendo por la tercera reelección de Uribe. Esto llevó al Gobierno colombiano a tratar de obtener la devolución de dineros de AIS en 2009.
Como consecuencia del desfalco, el entonces Ministro de Agricultura Andrés Felipe Arias, posible sucesor político de Uribe como candidato a la presidencia, fue investigado por la procuraduría la cual lo inhabilitó para ejercer cargos públicos por 16 años. Posteriormente fue detenido y acusado de los delitos de peculado por apropiación a favor de terceros y celebración de contratos sin el cumplimiento de los requisitos legales. El tribunal Superior de Bogotá inicialmente ordenó su detención en 2011, sin embargo en 2013 se le concedió la libertad provisional mientras se adelantaba su juicio. Luego fue condenado por la Corte Suprema de Justicia a 17 años de prisión y a pagar una multa de 30.800 millones de pesos. Inicialmente huyó prófugo de la justicia en los Estados Unidos donde fue arrestado por las autoridades federales en cumplimiento de una circular roja de Interpol. 
El exministro intentó solicitar asilo político argumentando que era víctima de una persecución política y que podía ser víctima de torturas pero sus alegatos fueron rechazados por un juez federal y posteriormente fue extraditado a Colombia. 
A su regreso a Colombia su imagen fue oculta públicamente y pese estar condenado por corrupción fue alojado en una casa personal en una base militar recibiendo un trato privilegiado. El Gobierno de Iván Duque en línea con Uribe le ha permitido al exministro salir de su prisión y gozar de privilegios especiales al tiempo que ha solicitado su absolución formal ante la justicia.

##### Relaciones exteriores

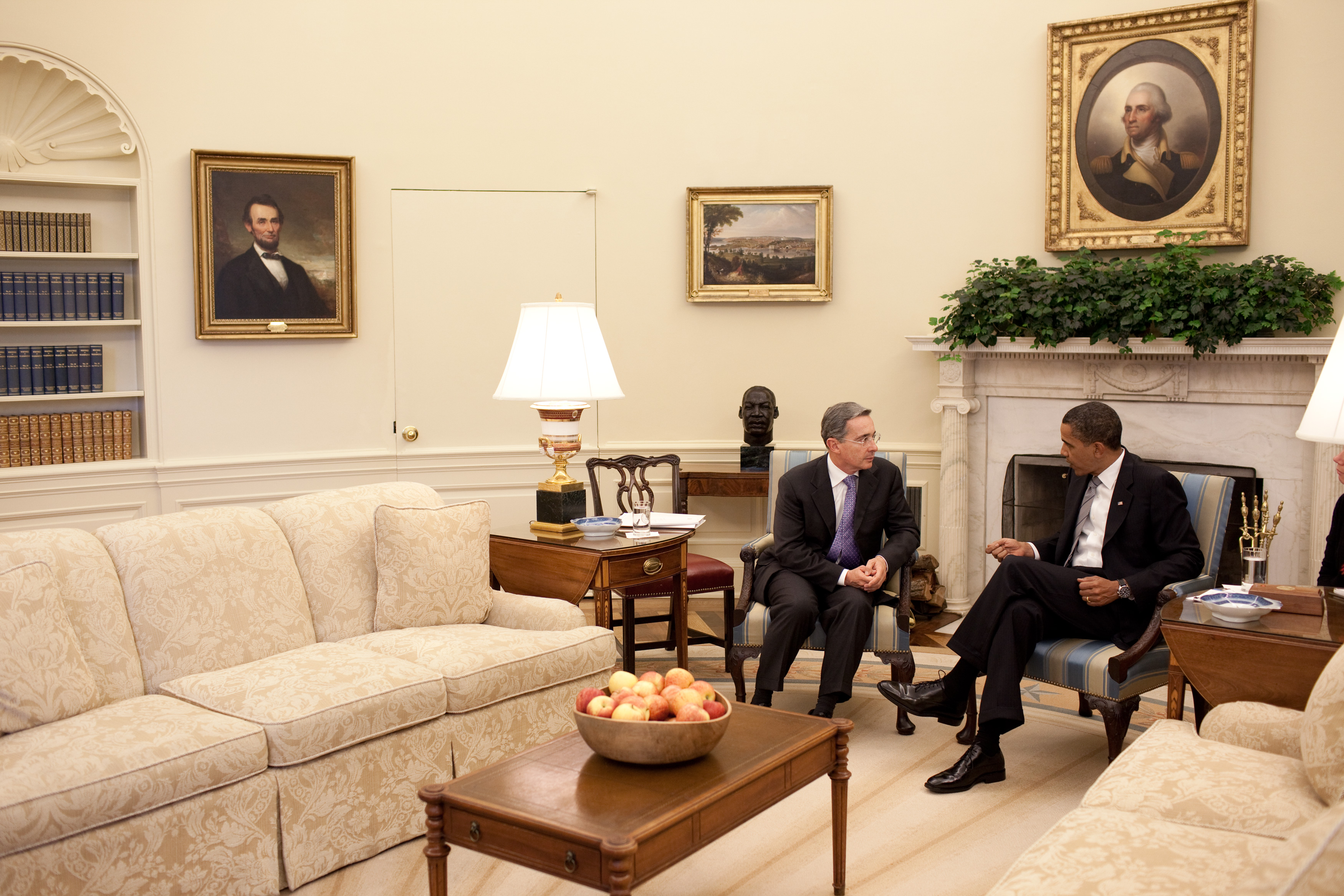
Uribe con su homólogo de Estados Unidos Barack Obama.

En política internacional apoyó la guerra contra el terrorismo tal como la impulsó George W. Bush. A pesar de la oposición interna el gobierno apoyó diplomáticamente la Invasión de Irak de 2003. Tras terminar su mandato presidencial, en 2014 fue elegido senador en lista cerrada por Centro Democrático, partido fundado y liderado por él. En el 2016 fue el principal líder de la campaña por el No en el Plebiscito sobre los acuerdos de paz donde la campaña del No ganó por un estrecho margen.
Las relaciones políticas con Venezuela fueron inicialmente cordiales, aunque se deterioraron por momentos a causa del tradicional conflicto limítrofe en el Golfo de Venezuela. El apoyo de Uribe a Bush y las políticas como la de Seguridad Democrática fueron tomados por los seguidores del gobierno de Hugo Chávez y de él mismo como una amenaza a la Revolución Bolivariana.
Una de las situaciones más tensas surgió a raíz del caso Rodrigo Granda. Pero en el 2007 las relaciones entre los dos mandatarios se deteriorarían definitivamente después de que Uribe autorizara la mediación de Hugo Chávez en el Acuerdo Humanitario y que tres meses después interrumpiera dicha mediación. Este incidente causó un enfrentamiento verbal entre los mandatarios por medio de comunicados y las declaraciones públicas que terminaron por minar las relaciones que hasta el momento habían sido cordiales.

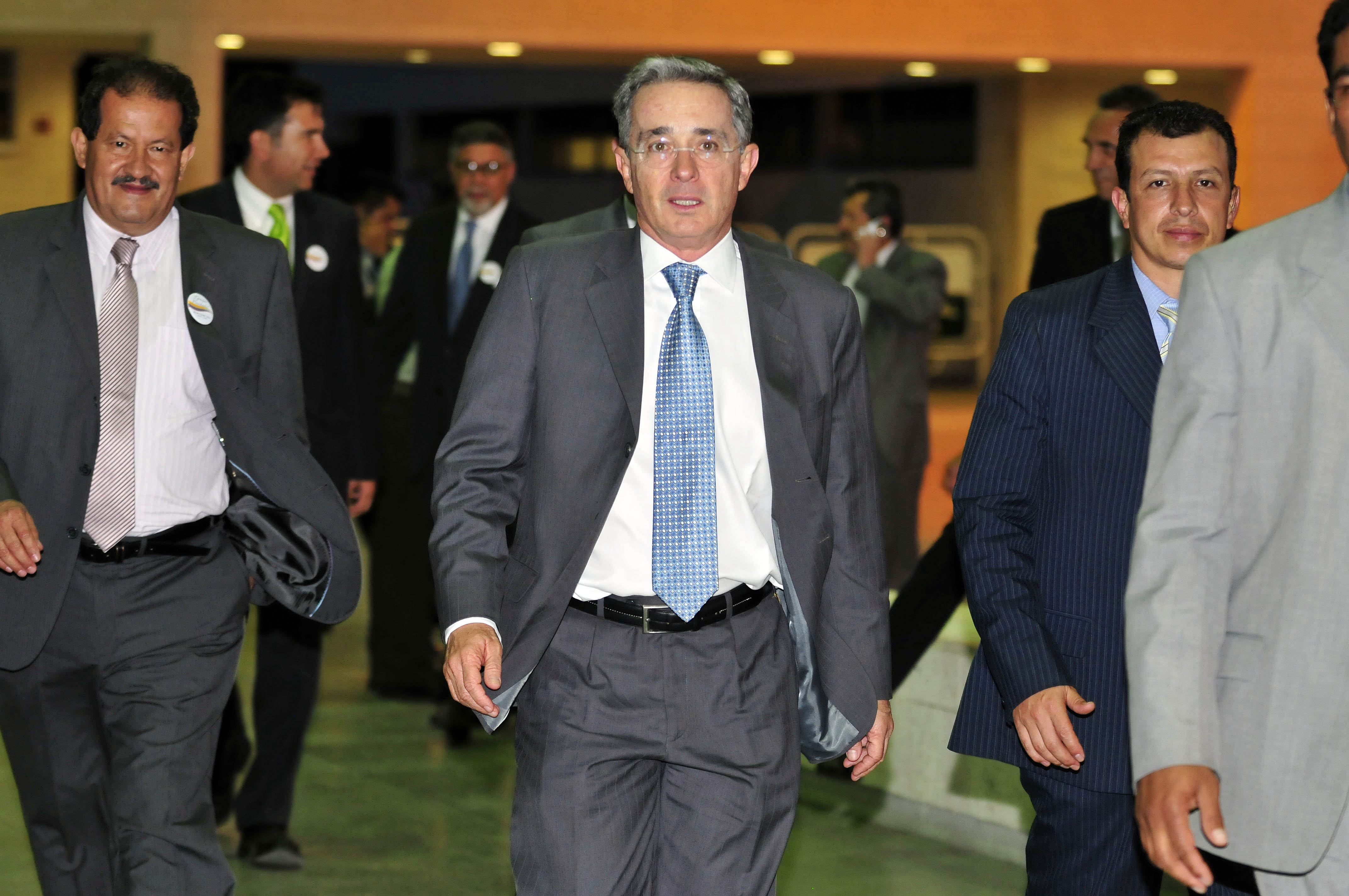
Uribe en 2010.

En 2008, las relaciones con el presidente del Ecuador, Rafael Correa, se deterioraron por cuenta de la Operación Fénix, incursión de las Fuerzas Militares de Colombia dentro de territorio ecuatoriano, en el que fue abatido el comandante de las FARC-EP alias "Raúl Reyes" y se encontraron lazos de dicha organización con miembros de varios gobiernos internacionales en los computadores de Raúl Reyes.
En otros asuntos, su gobierno se ha mantenido al margen de la posición de los Estados Unidos, entre ellos al mantener relaciones bilaterales con Cuba y no apoyar las mociones contra esa nación en la ONU.

#### Relaciones con el poder judicial
Las relaciones entre el poder ejecutivo y judicial durante el gobierno de Uribe, y particularmente con la Corte Suprema de Justicia, fueron tensas, especialmente en su segundo mandato. Los dos poderes se han acusado mutuamente de conspiración en especial a raíz del escándalo de la Parapolítica, el escándalo de la Yidispolítica y la no elección de fiscal general por parte de las Altas Cortes de la terna enviada por el presidente de la República según cita la Constitución Política.

### Pospresidencia
Al salir de la Presidencia de Colombia Uribe continuó con una gran actividad política, enmarcada en sentido general en: 
- Apoyar la elección presidencial de Juan Manuel Santos.
- Fuerte oposición al gobierno de Juan Manuel Santos.
- Acaudillar el proceso de elección de múltiples curules para su partido CD en el Congreso.
- Apoyo al triunfo del NO en el Plebiscito sobre el Acuerdo de paz entre el gobierno colombiano y las FARC-EP.
- Apoyar la elección de Iván Duque como Presidente.
- Apoyar la abstención en la Consulta anticorrupción de 2018.

El secretario general de Naciones Unidas (ONU), Ban Ki-moon, anunció el 2 de agosto de 2010, después de dos meses de intensas consultas con los gobiernos de Israel y Turquía, el establecimiento de un panel investigador sobre el ataque a la flotilla de Gaza, incidente que dejó nueve civiles turcos muertos. La ONU escogió a Uribe para integrar la comisión, integrada por dos representantes de Turquía e Israel. La comisión fue presidida por el ex primer ministro de Nueva Zelanda Geoffrey Palmer, y secundado Uribe.
Por otra parte, entre otras actividades, Uribe fue invitado por la Universidad de Georgetown en los Estados Unidos para que dictara cátedra, nombrándolo “Profesor Distinguido en la Práctica sobre Liderazgo Global”. Uribe ha dictado clases junto con Madeleine Albright, y el expresidente español José María Aznar. En 2010, fue nombrado profesor en la Escuela Nacional de Ingenieros de Metz (ENIM).

#### Senador de la República y líder de la oposición al gobierno Santos

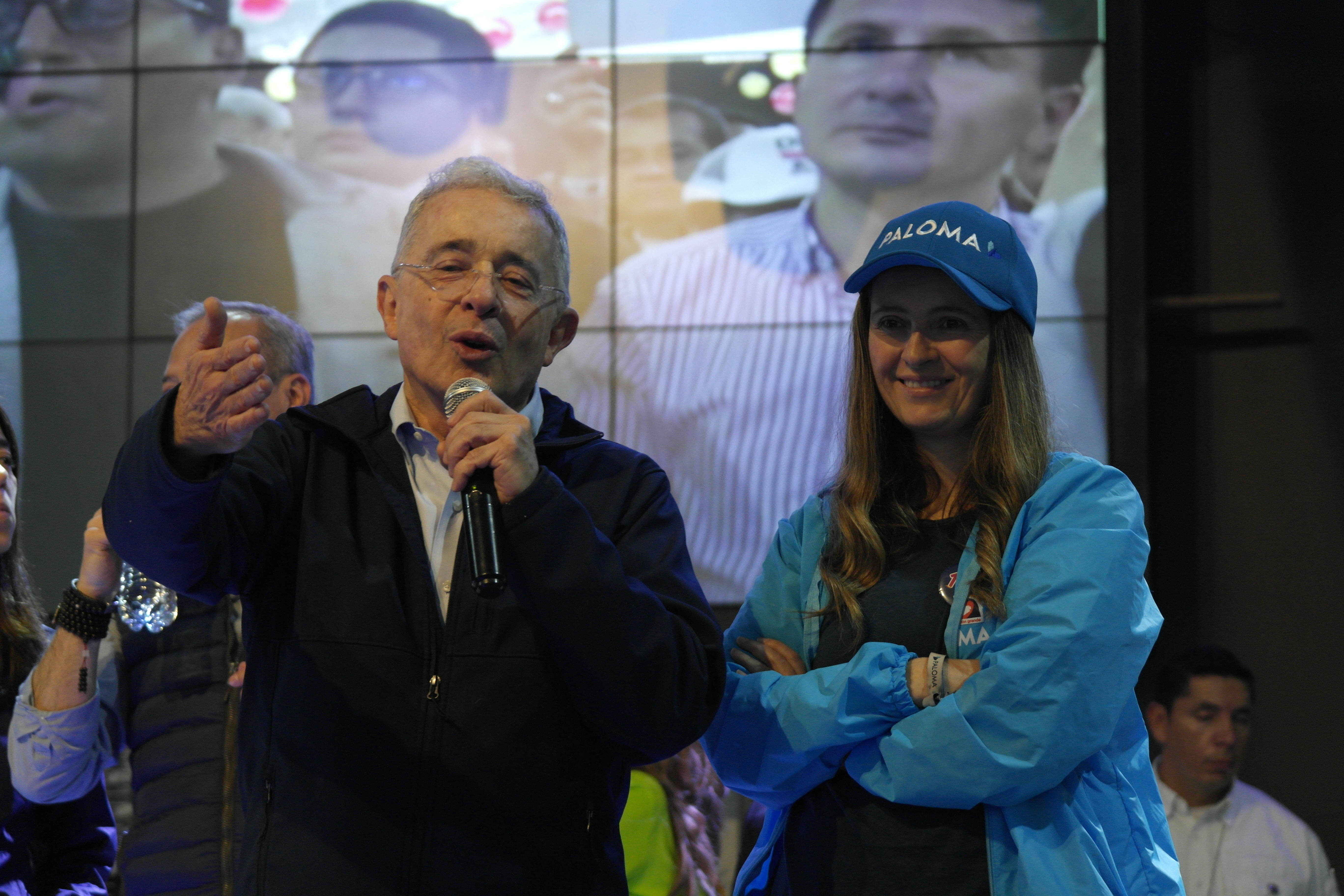
El expresidente Uribe con la senadora Paloma Valencia, en 2022.

En 2013 Uribe decidió encabezar una lista con voto no preferente. Su candidatura fue inscrita por medio de la recolección de firmas y en el marco de una oposición al gobierno de Juan Manuel Santos y los diálogos de paz que se adelantaban con las FARC-EP. Fue elegido senador de la República para el periodo 2014 y 2018 por el partido Centro Democrático, que él mismo fundó. Cargo en el que se posesionó el 20 de julio de 2014.
Uribe logró consolidar una oposición parlamentaria al gobierno con el Centro Democrático que en su primera incursión política eligió 33 congresistas. También se convirtió el principal líder de la oposición política al gobierno, y lideró la "resistencia civil" en contra del acuerdo de paz entre el gobierno colombiano y las FARC-EP, haciendo campaña por el "No" en el plebiscito sobre el acuerdo de paz de 2016.
El 1 de abril de 2017, miles de personas salieron a las calles de Colombia a marchar en contra de la corrupción, en una iniciativa de Uribe y otros políticos de oposición. Sin embargo, varios de los impulsores de la misma tenían abiertas investigaciones por casos de este tipo y también fue criticado por supuestamente haber ignorado la Tragedia de Mocoa acaecida este mismo día.
En 2019, el 69% de la población encuestada dijo tener una imagen desfavorable de Álvaro Uribe, mientras que el 26% dijo tener una imagen favorable.

## Controversias

#### Escándalo de las Ejecuciones Extrajudiciales o Falsos Positivos
En 2008 se reveló el caso de los denominados falsos positivos, o ejecuciones extrajudiciales. Se creó y adoptó una política en numerosas brigadas del Ejército, según la cual los comandantes y soldados que daban resultados, es decir, bajas de combates, recibían premios, vacaciones y ascensos mientras que los comandantes que no reportaban resultados eran disciplinados y castigados. La política enfatizaba el número de muertos, y no premiaba a los militares por capturar a guerrilleros, sino por reportar el número de muertos en combate. 
Posteriormente salió a la luz que varias unidades del Ejército Nacional  ejecutaron a civiles, muchas veces personas de escasos recursos, para hacerlos pasar como bajas de combate, y así inflar el número de muertes en combate, lo cual buscaba demostrar el éxito de la política de Seguridad Democrática. Los asesinatos eran cometidos de forma sistemática por varias unidades del Ejército Nacional, como la Cuarta Brigada en Medellín, que atraía a jóvenes bajo el pretexto de darles empleo, y después los asesinaba en el campo simulando un combate. 
En diciembre de 2019, la Jurisdicción Especial para la Paz descubrió la primera fosa común de falsos positivos en el municipio de Dabeiba (Antioquia), donde se encontraron 50 muertos civiles que, se presume, pueden ser civiles presentados como guerrilleros, que fueron asesinados por unidades del Ejército Nacional  durante el gobierno de Uribe entre el 2006 y 2008. Los responsables de cavar las tumbas fueron soldados de la Cuarta Brigada de Medellín, que queda a menos de 3 horas en viaje en carro de Dabeiba. Uribe ha pedido en reiteradas ocasiones que se disuelva la Jurisdicción Especial para la Paz que investiga los falsos positivos pues, a su juicio, tiene muchas deficiencias. Se estima que en todo el país hay entre 3 500 y 10 000 víctimas de falsos positivos, en lo que Human Rights Watch ha denominado como un caso de violación de Derechos Humanos inédita en el mundo, en virtud de la cual el Ejército asesino a sus propios civiles para hacerlos pasar como enemigos muertos en combate. 
Dicha violación de los Derechos Humanos por parte de las FFMM, implicó la renuncia del comandante del Ejército Nacional en ese momento, el general Mario Montoya, quien posteriormente se acogería a la Jurisdicción especial, tras solicitar que dicha entidad garantizará su seguridad personal
Por estos delitos varios analistas internacionales[¿quién?][¿cuándo?] han considerado que Uribe está en riesgo de ser juzgado por crímenes de lesa humanidad en la Corte Penal Internacional, o por crímenes de guerra. Actualmente la fiscalía de la Corte Penal Internacional tiene información sobre 2047 casos de ejecución de civiles por parte del Ejército Nacional en cuanto de la política de seguridad democrática de Uribe. En febrero de 2021, la Jurisdicción Especial de Paz reveló que durante el gobierno de Uribe, al menos 6402 personas pudieron haber sido víctimas de este flagelo.
En mayo de 2023, la preclusión de la investigación, solicitada por la Fiscalía, fue negada por el juez.
En este mismo año, 2023, se da inicio al juicio por fraude procesal y manipulación de testigos, siendo el primer exmandatario colombiano en ser juzgado por la justicia colombiana.

#### El caso Uribe
En 2012 el senador Iván Cepeda realizó un debate ante la comisión segunda de la cámara sobre las investigaciones que debían realizarse por los crímenes de lesa humanidad cometidos en los municipios del nordeste antioqueño. Más adelante, en mayo de 2012, el senador Cepeda le informó al fiscal general encargado ese mismo año incidentes relacionados con la seguridad de Juan Guillermo Monsalve, administrador de la hacienda Guacharacas, propiedad del expresidente Uribe.
En septiembre de ese mismo año, Monsalve declaró ante las autoridades que el Bloque Metro de las AUC, se conforma en dicha hacienda entre 1996 y 1997 con la participación de Uribe y su hermano Santiago Uribe, el ganadero Luis Alberto Villegas y su hermano Juan Guillermo Villegas, entre otros ganaderos.
En 2014, Cepeda radicó un escrito informando una situación de riesgo de los testigos del exparamilitar Pablo Hernán Sierra y del mismo Monsalve ante la CIDH en relación con la vinculación de Uribe con el grupo armado ilegal AUC. Sin Embargo, el expresidente denuncia al senador Cepeda por una presunta manipulación de testigos.
La Corte Suprema de Justicia, encargada de judicializar a los políticos colombianos, recibe la denuncia de Uribe junto con varios audios de prueba. Sin embargo, cuatro años después en 2018, esta anuncia que no investigará al senador Cepeda por presunta manipulación de testigos pero ese mismo año, el abogado de Cepeda, Reinaldo Villalba, le informa a la misma corte que uno de los testigos ha señalado que estaba recibiendo mensajes y visitas de personas con el fin de que estos cambiaran su testimonio en referente a los nexos que tendría el expresidente Uribe con grupos paramilitares.
El 22 de febrero de 2018, La Corte ordena una indagación preliminar para corroborar las denuncias y finalmente, halla elementos para iniciar el proceso a los congresistas Álvaro Uribe Vélez y Álvaro Prada .
Gracias a los elementos encontrados por la corte, el 24 de julio de 2018 abren investigación formal a Uribe por los delitos de Fraude Procesal y Soborno. Ese mismo día, Uribe presentó su renuncia como senador de la República por el llamado a indagatoria proferido por la Corte Suprema de Justicia junto con Álvaro Hernán Prada por el caso de falsos testigos contra Iván Cepeda. Sería reemplazado en su cargo por Yenny Rozo Zambrano, exdiputada de Cundinamarca. Días después, el 1 de agosto, se retractó de su renuncia.
El 25 de julio de 2018, citan a indagatoria al expresidente Uribe y a Álvaro Prada para responder por dichos delitos y durante este proceso, un año después el 9 de octubre de 2019, al exjefe de estado se le investiga por supuestamente haber tratado al testigo a través de su entonces abogado Diego Cadena quién le ofreció a Monsalve una acción de revisión (gratuita) de la condena que le dictó la justicia a cambio de que se retractara de su testimonio contra Uribe.
En 2020 sigue la investigación en contra del exmandatario pero este ha insistido en que tiene pruebas de que todo se trata de un complot en su contra y sostiene su versión inicial en la que asegura que el senador Cepeda, fue quien visitó 21 veces a un testigo clave en el caso (Monsalve), para que testificara en contra suya y cuestiona la decisión de la corte ya que asegura no le han dado el derecho de ser escuchado libremente.
Por otra parte, el 27 de julio de 2020, el caso tiene un nuevo giro debido a la imputación de cargos que la fiscalía le impone a Diego Cadena por los delitos de soborno y fraude procesal.
Finalmente el 4 de agosto de 2020, la Corte Suprema de Justicia le impone la detención domiciliaria al expresidente Uribe por soborno a falsos testigos y obstrucción a la justicia, teniendo como pruebas +27 mil horas de grabación y un documento de más de 1500 páginas.
La Corte Suprema de Justicia le dictó medida de aseguramiento domiciliaria el 4 de agosto del 2020, es decir, para garantizar su comparecencia en el proceso que se le lleva actualmente se le ordenó permanecer en su residencia.
La medida de aseguramiento puso en riesgo su curul en el Congreso de la República, en virtud de los reglamentos de la corporación y la constitución política.
El 12 de agosto de 2020, ante la notificación que hará la Corte Suprema de Justicia, y de acuerdo con la Constitución, Uribe saldría del Congreso, por la suspensión de su curul. Su salida se dio finalmente el 18 de agosto, con el anuncio de su renuncia a la curul de senador.
El proceso pasó a manos de la Fiscalía General de la Nación, evadiendo así la jurisdicción que tenía sobre él la Corte Suprema de Justicia. El fiscal delegado ante este alto tribunal, Gabriel Jaimes Durán solicitó la preclusión del proceso, descartando en 4 meses de investigación, el material probatorio que recopiló la Corte en 3 años. Sin embargo, la justicia desestimó la solicitud del fiscal Jaimes y lo apartó del caso, ya que él omitió las evidencias presentadas anteriormente, por lo que el juicio continúa. El nuevo fiscal del caso, Javier Cárdenas ya citó a interrogatorio al expresidente Uribe. En mayo de 2023, una jueza negó la preclusión del caso por lo que el exmandatario aún puede ir a juicio.
El 24 de marzo de 2024, se acusó formalmente al expresidente Álvaro Uribe Vélez por los delitos de fraude procesal, soborno en actuación penal y soborno, por parte de la Fiscalía General de la Nación, en cabeza del fiscal Gilberto Iván Villarreal.

#### Diálogo con Geovanny Vicente-Romero en la Universidad de Nueva York
En mayo de 2021 se había anunciado un diálogo entre Uribe y Geovanny Vicente Romero, columnista de CNN y profesor de la Universidad de Columbia. Como invitada se encontraba Claudia S. de Windt, directora ejecutiva del Instituto Interamericano de Justicia y Sostenibilidad. Este diálogo, sobre política, seguridad democrática medio ambiente,  coincidió con las protestas de 2021 al gobierno de Iván Duque de cual Uribe había sido su mentor político. El evento se realizaría en el marco de los DC Dialogues de la Universidad de Nueva York. El anuncio del evento recibió la cancelación de estudiantes, grupos juveniles y profesores de otras universidades que se encontraban apoyando las protestas colombianas.
El Grupo Madres Falsos Positivos fue de los organizadores del boicot a la conferencia, enviando una carta a la universidad. En parte, la oposición al evento se generó por un tuit en el que Uribe mandaba a los soldados a defenderse de las protestas. El 21 de mayo, el evento se llevó a cabo presentando dificultades técnicas en las que se perdía el sonido al escucharse a Uribe decir "Vicente, Vicente....¿puede escucharme?", en referencia a su interlocutor, Geovanny Vicente-Romero. Más de 38 mil usuarios se conectaron a la plataforma Zoom que tenía capacidad para 10,000 personas. El evento se terminó realizando y toda referencia al mismo fue borrada de la web.

## Vida privada

### Familia
Es hijo de Alberto Uribe Sierra y Laura Vélez Uribe. Sus hermanos son Santiago, María Isabel, María Teresa, Jaime Alberto, quien falleció en 2001, y su hermano de padre Camilo Uribe Uribe.
En los años 1970 tuvo un breve noviazgo con una futura adversaria política de izquierda, Clara López.
En 1979 se casó con Lina Moreno y del matrimonio Uribe Moreno nacieron los dos únicos hijos del políticoː Tomás y Jerónimo.
Tras el homicidio de Alberto Uribe Sierra en junio de 1983, la familia sufrió una crisis económica ya que el fallecido había incurrido en deudas. De las 25 haciendas pertenecientes a Inversiones Uribe Vélez solo lograron mantener una en Bolombolo (Antioquia). Posteriormente, Álvaro Uribe adquirió El Ubérrimo, con cerca de 1.230 kilómetros cuadrados, cerca de Montería (Córdoba) una de las más productivas de la región y otra finca, llamada San José, con 23 hectáreas.
En 1983, Álvaro Uribe recibió cartas del grupo guerrillero Ejército Popular de Liberación (EPL) donde amenazaban a su familia y le exigían una millonaria suma de dinero. Uribe denunció el hecho ante el Departamento Administrativo de Seguridad (DAS). Los funcionarios del DAS acordaron con los extorsionistas entregarles el dinero para capturarlos. Uribe se ofreció para entregar el dinero. En el episodio se capturaron a doce guerrilleros.
En 2004 se desclasificó un documento de 1991 de la Agencia de Inteligencia de la Defensa de Estados Unidos, contentivo de un informe con "información no evaluada" en el cual Álvaro Uribe aparece con el número 82 en una lista que contiene los nombres de "los narcotraficantes colombianos más importantes", siendo señalado como colaborador del Cartel de Medellín y amigo íntimo de Pablo Escobar, además de participar en su campaña al Congreso y atacar, como senador, el Tratado de Extradición de Colombia con Estados Unidos. Morris D. Busby, quien sirvió como embajador de los Estados Unidos en Colombia entre 1991 y 1994, advirtió que algunos de los informes recogidos por agencias de inteligencia llegaban a conclusiones cuestionables. Tanto él como otros diplomáticos y oficiales de inteligencia estadounidenses a los que se habló sobre el informe señalaron que la calificación de éste como "información no evaluada" indica que su autor se basó en datos en bruto que no fueron confirmados.
Luego de finalizar el mandato presidencial de Álvaro Uribe, la Sala de Justicia y Paz del Tribunal de Medellín y el fiscal general de la Nación pidieron a la Comisión de Acusaciones que se investigara si el expresidente tuvo responsabilidad en la masacre de El Aro y por su supuesto rol en la expansión del paramilitarismo en el Urabá antioqueño y los graves actos cometidos por estos. En 2013 Uribe contaba con 27 querellas por paramilitarismo ante dicho órgano.
En 2016 Santiago Uribe, hermano del expresidente, fue capturado por la Fiscalía General de la Nación por los delitos de homicidio agravado y concierto para delinquir, por supuestos nexos con el grupo paramilitar "Los doce apóstoles". Después de 8 años de juicio y espera del fallo, el 13 de noviembre de 2024 fue absuelto en primera instancia.

### Universidad Elite
La Escuela Latinoamericana de Ingenieros, Tecnólogos y Empresarios (Elite), es una institución universitaria que ha tenido como docentes a Álvaro Uribe, sus hijos y otros copartidarios. Para obtener su licencia de funcionamiento, Elite contó con 104 millones de pesos colombianos de 2012, provenientes de Álvaro Uribe, a los que se sumaron más de mil millones provenientes de otros socios.
Elite, según sus principios, busca líderes para la innovación, el emprendimiento y el sector productivo del país. Sin embargo, en 2016, el Ministerio de Educación de Colombia ordenó la apertura de investigación administrativa por presunto manejo de información financiera inadecuada. En la sede principal, varios líderes del uribismo han sido conferencistas en diversas áreas.

## Obras
- No hay causa perdida (2012)

## Distinciones y condecoraciones

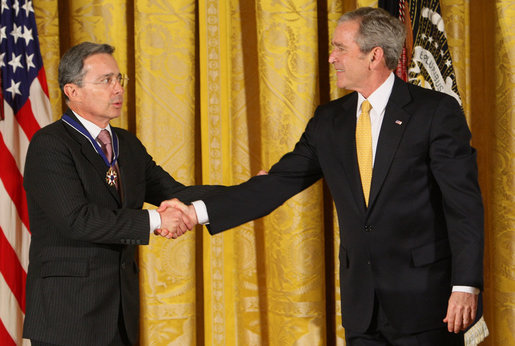
Uribe recibiendo la Medalla Presidencial de la Libertad de parte del presidente George W. Bush.

Escudo de armas de Uribe con el collar de la Orden de Isabel la Católica.

### Condecoraciones extranjeras
- Medalla Presidencial de la Libertad ( Estados Unidos, 2009).[221]
- Caballero del Collar de la Orden de Isabel la Católica ( España, 2005).[222]
- Gran cordón de la Medalla de la República Oriental del Uruguay ( Uruguay, 2003).[223]

### Premios y reconocimientos
- Senador de Mejores Iniciativas (1992)[224]
- Premio Gold Mercury de la Paz y la Seguridad, por sus «dramáticas mejoras en la seguridad interna y en la cohesión social» (2009).[225]
- Mejor dirigente Político Iberoamericano de la década, premio otorgado por el Comité Editorial del Grupo Intereconomía (2010)[226]
- «El gran colombiano», a través de un concurso realizado por History Channel (2013)[227]
- Premio de liderazgo Internacional, otorgado por el Instituto de Liderazgo Hispano del Congreso de los Estados Unidos (2015)[228][229]
- Primer lugar entre todos los Senadores de la República (2015)[230]
- Premio Revel Líderes (2020)[231]

### Doctorhonoris causa
- Universidad de Pekín (2005)[232]
- Comunicación Social y Periodismo - Fundación Universitaria Los Libertadores (2007)[233]
- Pedagogía de la virtualidad - Fundación Universitaria Católica del Norte (2007)[234]
- Ingeniería - Escuela de Ingenieros de Metz de Francia (2007)[235]
- Humanidades - Universidad San Ignacio de Loyola (2008)[236]
- Universidad Sergio Arboleda (2010)[237]
- La Universidad Internacional Menéndez Pelayo (UIMP) (posteriormente anulado[238])